# 丹·博内
丹·博内（/boʊˈneɪ/）是斯坦福大学应用密码学和计算机安全领域的以色列裔美国教授。
2016 年，由于对密码学和计算机安全的理论和实践的贡献，博内被选为美国国家工程院院士。

## 生平
丹·博内1969年生于以色列，并于1996年从普林斯顿大学获得计算机科学Ph.D.学位，师从Richard J. Lipton。
博内与加州大学戴维斯分校的Matt Franklin是基于配对的密码学发展的主要贡献者之一。他于1997年加入斯坦福大学，成为计算机科学和电气工程教授。他在Coursera上开设了大规模开放在线课堂（MOOC）课程。1999 年，他获得了大卫和露西尔帕卡德基金会的奖金。2002年，他与三名学生创办名为Voltage Security的公司，随后于2015年被惠普收购。
2018 年，丹·博内与David Mazières成为斯坦福大学新成立的区块链研究中心的联合主任。当时博内预测：“区块链对于在全球开展业务将变得越来越重要。”博内博士还以免费在线提供他的整个密码学入门课程而闻名。该课程也可通过Coursera学习。

## 奖项
- 2021：美國數學學會Fellow[14]
- 2020：与Jonathan Love获得Selfridge Prize。
- 2016：当选美国国家工程院院士。
- 2016：ACM Fellowship[15]
- 2014：ACM计算奖[16]（前称ACM-Infosys基金会奖）[17])
- 2013：与Matthew K. Franklin和Antoine Joux获得哥德尔奖，表彰Boneh-Franklin方案（英语：Boneh–Franklin scheme）[18]
- 2005：RSA数学杰出奖（英语：RSA Award for Excellence in Mathematics）[19]
- 1999：斯隆奖[20]
- 1999：Packard奖[21]

## 出版物
博内在密码学领域的研究成果包括：
- 2018：可验证的延迟函数[22]
- 2015：比特币交易所的隐私保护偿付能力证明[23]
- 2010：基于错误假设学习的高效的基于身份的加密（与Shweta Agrawal和Xavier Boyen合作）[24]
- 2010：参与设计tcpcrypt，用于传输层级安全的TCP扩展[25][26]
- 2005：一个部分同态密码系统（与Eu-Jin Goh和Kobbi Nissim合作）[27]
- 2005：首个完全抗碰撞的广播加密系统（与Craig Gentry和Brent Waters合作）
- 2003：一种对OpenSSL的时序攻击（与David Brumley合作）
- 2001：一种基于韦伊配对的高效的基于身份的加密（英语：ID-based encryption）系统（与Matt Franklin合作）。[28]
- 1999：对私钥小于N0.292时的RSA的密码分析（与Glenn Durfee合作）
- 1997：基于故障的公钥系统密码分析（与Richard J. Lipton和Richard DeMillo合作）
- 1995：数字数据的防碰撞指纹识别码（与James Shaw合作）
- 1995：使用 DNA 计算机进行密码分析（与Christopher Dunworth和Richard J. Lipton合作）

他在计算机安全领域的研究成果包括：
- 2007：“表明网站响应 HTTP 请求所花费的时间可能会泄露私人信息。”[29]
- 2005：PwdHash 一种浏览器扩展，可以透明地为每个站点生成不同的密码[30][31]